# Хрістос Тасуліс
Хрістос Тасуліс (грец. Χρήστος Τασουλής, нар. 3 травня 1991, Триполі) — грецький футболіст, захисник клубу «Астерас».
Виступав, зокрема, за клуб «Паніоніос».

## Ігрова кар'єра
Народився 3 травня 1991 року в місті Триполі. Вихованець футбольної школи клубу «Астерас».
У дорослому футболі дебютував 2010 року виступами за команду «Атінаїкос», в якій провів один сезон, взявши участь у 12 матчах чемпіонату. 
Протягом 2011—2014 років захищав кольори клубу «Фостірас».
Своєю грою за останню команду привернув увагу представників тренерського штабу клубу «Паніоніос», до складу якого приєднався 2014 року. Відіграв за клуб з Неа-Смірні наступні чотири сезони своєї ігрової кар'єри.
Протягом 2017—2018 років захищав кольори клубу «Ланс».
До складу клубу «Астерас» приєднався 2018 року. Станом на 24 березня 2020 року відіграв за клуб з грецького Триполі 21 матч в національному чемпіонаті.

## Статистика виступів

### Статистика клубних виступів
| Сезон                 | Команда               | Чемпіонат             | Чемпіонат | Чемпіонат | Національний кубок | Національний кубок | Національний кубок | Континентальні кубки | Континентальні кубки | Континентальні кубки | Інші змагання | Інші змагання | Інші змагання | Усього | Усього | Усього |
| Сезон                 | Команда               | Ліга                  | Ігор      | Голів     | Ліга               | Ігор               | Голів              | Ліга                 | Ігор                 | Голів                | Ліга          | Ігор          | Голів         | Ігор   | Голів  |        |
| --------------------- | --------------------- | --------------------- | --------- | --------- | ------------------ | ------------------ | ------------------ | -------------------- | -------------------- | -------------------- | ------------- | ------------- | ------------- | ------ | ------ | ------ |
| 2010–11               | «Атінаїкос»           | DE                    | 12        | 0         | КГ                 | 0                  | 0                  |                      | -                    | -                    |               | -             | -             | 12     | 0      |        |
| 2011–12               | «Фостірас»            | DE                    | 17        | 0         | КГ                 | 0                  | 0                  |                      | -                    | -                    |               | -             | -             | 17     | 0      |        |
| 2012–13               | «Фостірас»            | FL2                   | 9         | 1         | КГ                 | 4                  | 0                  |                      | -                    | -                    |               | -             | -             | 13     | 1      |        |
| 2013–14               | «Фостірас»            | FL                    | 35        | 2         | КГ                 | 3                  | 0                  |                      | -                    | -                    |               | -             | -             | 38     | 2      |        |
| Усього за «Фостірас»  | Усього за «Фостірас»  | Усього за «Фостірас»  | 61        | 3         |                    | 7                  | 0                  |                      | -                    | -                    |               | -             | -             | 68     | 3      |        |
| 2014–15               | «Паніоніос»           | СЛ                    | 29        | 0         | КГ                 | 5                  | 0                  |                      | -                    | -                    |               | -             | -             | 34     | 0      |        |
| 2015–16               | «Паніоніос»           | СЛ                    | 21        | 0         | КГ                 | 6                  | 0                  |                      | -                    | -                    |               | -             | -             | 27     | 0      |        |
| 2016–17               | «Паніоніос»           | СЛ                    | 28        | 1         | КГ                 | 2                  | 0                  |                      | -                    | -                    |               | -             | -             | 30     | 1      |        |
| Усього за «Паніоніос» | Усього за «Паніоніос» | Усього за «Паніоніос» | 78        | 1         |                    | 13                 | 0                  |                      | -                    | -                    |               | -             | -             | 91     | 1      |        |
| Усього за кар'єру     | Усього за кар'єру     | Усього за кар'єру     | 151       | 3         |                    | 20                 | 0                  |                      | -                    | -                    |               | -             | -             | 68     | 3      |        |